# (5107) Laurenbacall
(5107) Laurenbacall (voorlopige aanduiding 1987 DS6) is een planetoïde in de buitenste planetoïdengordel, die op 24 februari 1987 werd ontdekt door Henri Debehogne in het La Silla-observatorium van de Europese Zuidelijke Sterrenwacht. De planetoïde werd in 2014 vernoemd naar de Amerikaans actrice Lauren Bacall.
(5107) Laurenbacall is een planetoïde van ongeveer 17 km diameter.

## Baan om de Zon
De planetoïde beschrijft een baan om de Zon die gekenmerkt wordt door een perihelium van 2,876 AE en een aphelium van 3,398 AE. De planetoïde heeft een periode van 5,556 jaar (of 2029,3 dagen).